# Parteiendemokratie
Als Parteiendemokratie bezeichnet man ein demokratisches System, in dem die politischen Parteien die entscheidende Rolle bei politischen Entscheidungen innehaben. Der Begriff kann sowohl wertneutral sein als auch eine Kritik an einer zu starken Rolle der Parteien ausdrücken (ähnlich wie Mediendemokratie eine zu starke Rolle der Medien kritisieren kann).

## Rolle der Parteien
Die Parteien spielen in den meisten westlichen repräsentativen Demokratien eine „herausragende“ Rolle, da, so ihre historisch bedingte Stellung, „vor allem sie für die Rekrutierung von Personal für die Politik verantwortlich sind“. Kritisch betrachtet, haben sie dazu eine „Monopolstellung“ mit vielen Privilegien (siehe auch: Parteienprivileg). Zu den Schattenseiten der Parteiendemokratie, verstärkt noch durch ihre Aspekte sogenannter Konkurrenzdemokratie, gehören auch die Spaltung der politischen Repräsentanz in zwei „Gegner“ (wie in USA, UK u. a.) oder aber ihre sogenannte „Zersplitterung“ (Belgien u. a.).
Dem gegenüber stehen Demokratien, in denen die Parteien weniger bis keine Privilegien haben und als Partner unter Gleichen dazu beitragen, mit allen anderen „die gemeinsamen Dinge gemeinsam zu gestalten“. Solche Systeme beschreiben die, sich überschneidenden, Modelle sogenannten deliberativen, direkten, Konsens-, Konkordanz-, partizipativen, Proporz- oder Referendumsdemokratien, (etc.).

### Deutschland
In der Bundesrepublik Deutschland wirken die Parteien gemäß Art. 21 des Grundgesetzes bei der politischen Willensbildung des Volkes mit. Alle Parteien sind zur innerparteilichen Demokratie verpflichtet. Sie besitzen de facto das Monopol für die Aufstellung der nach dem Verhältniswahlrecht gewählten Abgeordneten im Bund und den Ländern. So hat etwa ein Kandidat, der sowohl für ein Direktmandat als auch auf einer Landesliste einer Partei kandidiert, gegenüber einem parteilosen Kandidaten, der nur mit der Erststimme gewählt werden kann, gleich zwei Chancen, gewählt zu werden.